# ریچارد کاردامون
ریچارد کاردامون (انگلیسی: Richard J. Cardamone; ۱۰ اکتبر ۱۹۲۵ – ۱۶ اکتبر ۲۰۱۵) وکیل، و قاضی اهل ایالات متحده آمریکا بود. او به‌عنوان قاضی فدرال در دادگاه استیناف حوزه دوم ایالات متحده آمریکا خدمت می‌کرد.